# 津島岩松インターチェンジ

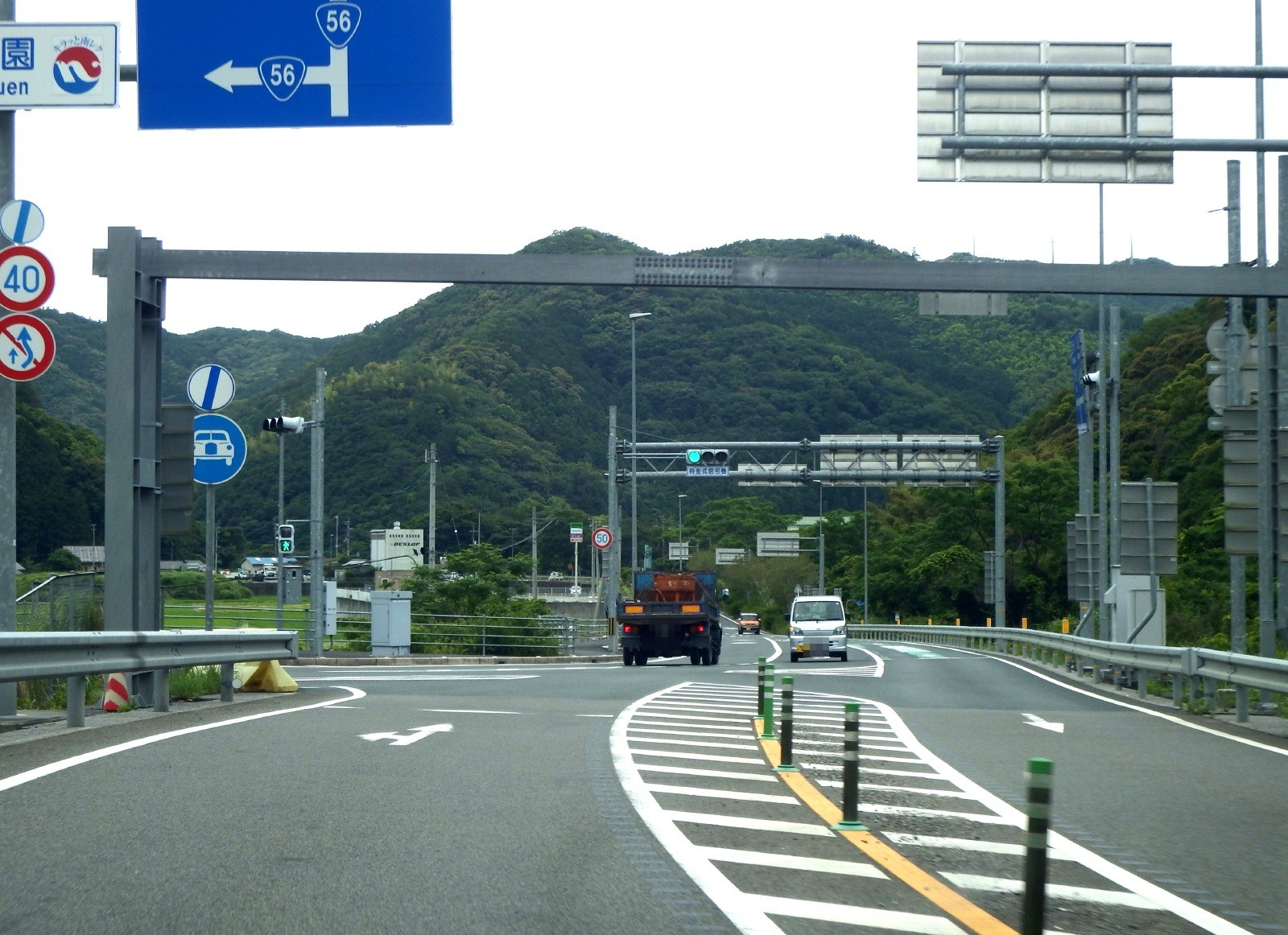
下り線終点

津島岩松インターチェンジ（つしまいわまつインターチェンジ）は、愛媛県宇和島市津島町岩松にある松山自動車道（宇和島道路）のインターチェンジである。

## 概要
当ICは、宇和島北IC方面出入口のみのハーフインターチェンジであり、宇和島北IC - 本IC間は、高速自動車国道に並行する一般国道自動車専用道路であり、通行料金は無料となっている。
松山自動車道の終点（宇和島道路としては起点）のインターチェンジであり、事業中の津島道路の終点のインターチェンジでもある。

## 歴史
- 2005年度（平成17年度） : 津島岩松IC - 津島高田IC間が事業化[1]。
- 2007年度（平成19年度） : 津島岩松IC - 津島高田IC間の用地買収に着手[3]。
- 2008年度（平成20年度） : 津島岩松IC - 津島高田IC間が着工[3]。
- 2012年度（平成24年度） : 内海IC - 津島岩松IC間が事業化[2]。
- 2014年（平成26年）9月3日 : IC名称が、仮称であった岩松ICから津島岩松ICに決定[3][4]。
- 2015年（平成27年）3月21日 : 津島岩松IC - 津島高田IC間の開通に伴い供用開始し、宇和島道路が全線開通[5]。
- 2020年（令和2年）6月30日：この日までに案内上の名称を松山自動車道に変更された[6]のに伴い、松山自動車道の終点が本ICに変更される。

## 接続する道路
- 国道56号

## 隣
E56 松山自動車道（宇和島道路）
（29）津島高田IC - （30）津島岩松IC
E56 津島道路
（30）津島岩松IC - 津島南IC（仮称、事業中）